# Царско село (стадион)
Стадион Царско Село (болг. Арена «Царско Село») — многофункциональный стадион, расположенный в Софии, Болгария. Стадион вмещает 1550 человек, из которых 1500 — сидячие места. Стадион был построен в 2015 году и является частью спортивного комплекса «Царско Село». Летом 2019 года стадион был полностью реконструирован — увеличена его вместимость, построена гостевая трибуна и установлено электрическое освещение, а также установлено современное электронное табло.
В настоящее время он используется в основном для проведения футбольных матчей. Это была домашняя площадка «Царского Села» до расформирования команды в 2022 году.
С июля 2021 года на стадионе проводит домашние матчи ЦСКА 1948 II.